# Natalja Michailowna Nowikowa
Natalja Michailowna Nowikowa (russisch Наталья Михайловна Новикова; * 8. März 1953 in Moskau) ist eine sowjetische bzw. russische Mathematikerin und Hochschullehrerin.

## Leben
Nowikowas Vater Michail Jewgenjewitsch Nowikow (1925–2005) war als Ingenieur im Spezialkonstruktionsbüro des Moskauer Energetischen Instituts (MEI) an der Entwicklung des Telemetrie-Systems für Sergei Koroljows Raketen beteiligt. Die Mutter Galina Wassiljewna Nowikowa geborene Zwetkowa (1925–1999) betreute im Lebedew-Institut (FIAN) einen Teilchenbeschleuniger.
Nowikowa besuchte die Physik-Mathematik-Schule Nr. 2 der Stadt Moskau mit Abschluss 1970 und studierte dann an der Lomonossow-Universität Moskau (MGU) in der Fakultät für Computermathematik und Kybernetik (WMK). Nach dem zweiten Studienjahr wählte sie auf Empfehlung ihres Vaters den Lehrstuhl für Operationsforschung, den dessen Gründer Juri Germeier leitete. Auf Vorschlag Germeiers untersuchte sie Spiele mit verbotenen Situationen, die katastrophale Folgen für die Spieler haben. Ihr gelangen sichere Schätzungen der gewinnenden Spieler in Abhängigkeit vom gegenseitigen Kenntnisstand. Daraus resultierte ihre Diplomarbeit, mit der sie das Studium 1975 mit Auszeichnung abschloss und deren Ergebnisse Gegenstand ihrer ersten Veröffentlichung 1976 waren.
Anschließend blieb Nowikowa am Lehrstuhl für Operatrionsforschung als Aspirantin mit Spezialisierung auf mathematische Kybernetik. Nach dem Tod Germeiers 1975 wurde der neue Lehrstuhlleiter Pawel Krasnoschtschokow ihr Betreuer. Sie entwickelte eine Theorie hierarchischer Spiele vieler Personen mit möglichen Spielerkoalitionen und Informationsausweitung und fand optimale Strategien. 1979 verteidigte sie erfolgreich ihre Dissertation über Probleme der Entscheidungsfindung in Kontrollsystemen mit möglichen kollektiven Aktionen für die Promotion zu Kandidatin der physikalisch-mathematischen Wissenschaften.
Nowikowa wurde 1979 in das von Anatol Dorodnizyn geleitete Rechenzentrum (WZ) der Akademie der Wissenschaften der UdSSR (AN-SSSR, seit 1991 Russische Akademie der Wissenschaften (RAN)) berufen. Sie untersuchte Mehrbenutzersysteme (Telefonnetze, Kommunikationssysteme, Transportsysteme, Fernwärmenetze) im Hinblick auf die Multikriterielle Optimierung. Für die Feststellung gesicherter Ergebnisse schlug sie ein vektorielles Maximum vor. Sie entwickelte ein allgemeines Schema für den Aufbau stochastischer Methoden der Optimierung im Hilbertraum mit iterativer Approximierung. Sie entwickelte Algorithmen für die Lösung von Aufgaben der Mathematischen Physik und der Operationsforschung, darunter Probleme der elastisch-plastischen Torsion und die Suche nach einem Sattelpunkt im Funktionenraum. Sie verteidigte 1992 ihre Doktor-Dissertation über iterativ-stochastische Methoden zur Lösung einiger Variationsaufgaben der mathematischen Physik und der Operationsforschung mit Erfolg für die Promotion zur Doktorin der physikalisch-mathematischen Wissenschaften.
Seit 1986 lehrt Nowikowa in der MGU am Lehrstuhl für Operationsforschung mit Ernennung zur Professorin 2003.